# Żabnica (Masyw Śnieżnika)
Żabnica - wzniesienie 720 m n.p.m. w południowo-zachodniej Polsce w Sudetach Wschodnich, w Masywie Śnieżnika - Krowiarkach.

## Położenie i charakterystyka
Wzniesienie położone w Sudetach Wschodnich, w północno-zachodniej części Masywu Śnieżnika, w północno-zachodnim  grzbiecie odchodzącym od Śnieżnika, w środkowej części Krowiarek. Położone jest w głównym grzbiecie Krowiarek pomiędzy Skowronią Górą na południowym wschodzie, a Kwaśniakiem na północnym zachodzie. Odchodzi od niego na zachód krótki grzbiet z Modrzeńcami i Skowronkiem, kończący się nad Wysoczyzną Idzikowa w Rowie Górnej Nysy.

## Budowa geologiczna
Wzniesienie  zbudowane ze skał metamorficznych, głównie z łupków łyszczykowych serii strońskiej, należących do metamorfiku Lądka i Śnieżnika.

## Roślinność
Północne zbocza porastają lasy świerkowe i mieszane, a resztę wzniesienia pokrywają pola i łąki.

## Szlaki turystyczne
Przez szczyt wzniesienia przechodzi  szlak turystyczny z Żelazna na Przełęcz Puchaczówkę.